# 観福寺 (東海市)

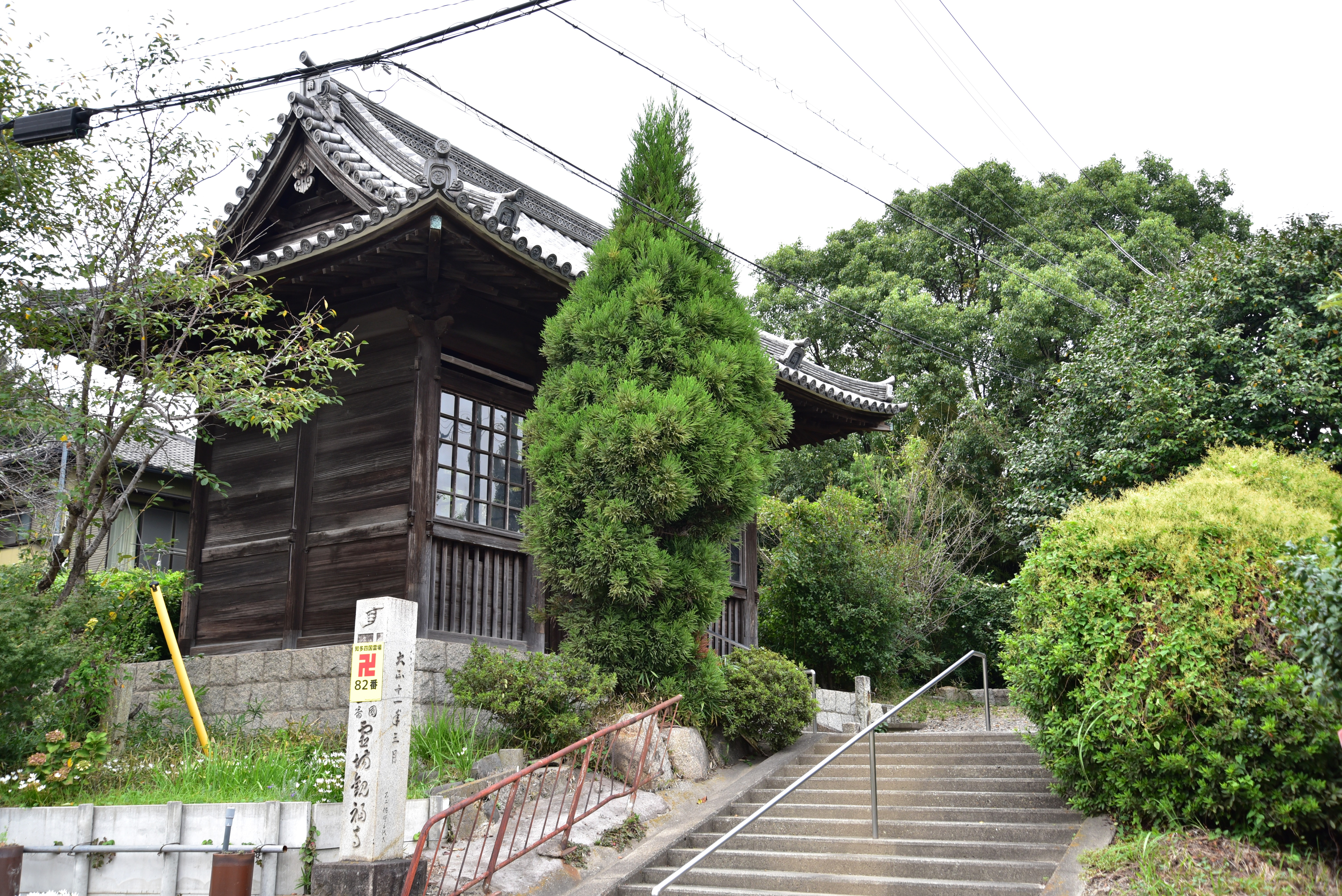
仁王門

観福寺（かんぷくじ）は、愛知県東海市にある天台宗の寺院。山号は雨尾山。本尊は十一面観音菩薩。知多四国八十八ヶ所霊場：第82番・知多西国三十三所霊場：第21番札所。

## 歴史
この寺は、702年（大宝2年）行基によって開山されたと伝えられるが、その後衰退して1450年（宝徳2年）慶山によって復興された。江戸時代に入り、尾張徳川家の帰依を得て中興された。本堂は、尾張藩2代目藩主である徳川光友によって1665年に再建されたものである。
門前の椿の木は知多四国八十八ヶ所霊場開山の亮山手植えといわれる。
東海市出身の三好青海入道が奉納したと伝わる鎧一式が本堂に展示されている。

## 文化財

### 重要文化財（国指定）
- 本堂内宮殿（くうでん） - 宝治2年（1248年）造営の厨子。造営年次が明らかな、鎌倉時代の基準作として貴重である。「建造物」として重要文化財に指定。

### 愛知県指定文化財
- 本堂 - 1665年、徳川光友により再建。

### 東海市指定文化財
- 毘沙門天図
- 不動明王図2福
- 愛染明王図
- 釈迦三尊図
- 釈迦十六善神図
- 北斗曼荼羅図
- 涅槃図
- 両界曼荼羅図
- 三千仏図
- 毘沙門天像
- 不動明王像
- 鰐口